# Anita Parmesani
Anita Parmesani (Canazei, 1º novembre 1933 – Catania, 27 luglio 2015) è stata una fondista italiana.

## Biografia
Nata a Canazei, in Trentino, nel 1933, prese parte ai Mondiali di Falun 1954.
A 22 anni partecipò ai Giochi olimpici di Cortina d'Ampezzo 1956, nella 10 km, arrivando 37ª con il tempo di 47'37".
Ai campionati italiani vinse un argento e un bronzo nella 10 km.
È morta nel 2015, a 81 anni.